# Lars Keiling
Lars Keiling (* 13. April 1975 in Wernigerode) ist ein deutscher Koch.

## Werdegang
Nach der Ausbildung im Hotel Weißer Hirsch in Wernigerode wechselte Keiling 1995 zum Landhaus zu den Rothen Forellen zu Frank Buchholz in Ilsenburg und 1997 zum Brückenkeller bei Alexander Dressel in Frankfurt.
1999 ging er nach Rom zum Restaurant La Pergola zu Heinz Beck (damals zwei Michelin-Sterne).  
2000 wechselte er zum Hohenhaus  in Herleshausen zu Achim Schwekendiek (ein Michelin-Stern), mit dem er 2004 zum Schlosshotel Münchhausen in Aerzen ging. 
2008 kochte er im Der Zauberlehrling in Stuttgart. 
Ab 2009 war er Küchenchef und Patron im Keilings in Bad Bentheim, das 2011 mit einem und 2018 mit zwei Michelin-Sternen ausgezeichnet wurde. Im April 2019 kündigte er an, das Restaurant Ende Oktober 2019 zu schließen und den Pachtvertrag nicht zu verlängern.
Im Sommer 2020 wurde Keiling Küchenchef des Restaurants Friedrich in Osnabrück, das 2022 mit einem Michelin-Stern ausgezeichnet wurde. Im Mai 2024 durfte er sich zur Würdigung dieser Leistung ins Goldene Buch der Stadt Osnabrück eintragen. Im Mai 2025 wurde bekannt, dass das „Friedrich“ geschlossen wurde und im Sommer unter der bisherigen Leitung, jedoch unter einem neuen Namen, wiedereröffnen soll. Damit geht der Verlust des Michelin-Sterns einher. Das Konzept des neuen Lokals soll nicht auf „Sterneküche“ ausgerichtet sein.

## Auszeichnungen
- 2011: Ein Michelin-Stern im Michelin 2012[6]
- 2017: Zwei Michelin-Sterne im Michelin 2018[7]